# Саша Станішич
Саша Станішич (серб. Saša Stanišić; 7 березня 1978, Вишеград (Боснія і Герцеговина) — німецький письменник боснійського походження.

## Біографія і творчість
Саша Станішич народився у 1978 році в місті Вишеград — невеликому містечку на сході Боснії і Герцеговини у сім'ї боснійської мусульманки і серба. У 1992 році після окупації Вишеграда військами боснійських сербів під час війни в Боснії і Герцеговині, його сім'я втекла до дядька в Гайдельберг. Станішич відвідував Міжнародну загальноосвітню школу в Гайдельберзі, де його вчитель німецької мови сприяв розвитку його літературного таланту, і після підготовчого класу хлопець перевівся до гімназійного класу. Після абітури у 1997 році Станішич почав вивчати німецьку мову для іноземців та славістику у Гайдельберзькому університеті. Під час навчання почало з'являтися все більше його літературних текстів, і його «дитяча мрія „тільки писати“ ставала все більшою і більшою».
У 2004 році за свою магістерську роботу про Вольфа Гааса Станішич був нагороджений премією ім. Юргена Фрітценшафта Гайдельберзького університету. Під час зимового семестру 2004/2005 років він навчався у Німецькому літературному інституті Лейпцига. 2005 року молодий автор брав участь у конкурсі на Премію ім. Інґеборґ Бахмана з оповіданням «Що ми граємо в погребі...». Автобіографічно забарвлений твір, який розглядає війну в колишній Югославії з погляду дитини, отримав премію глядачів ім. Келаґа у Клагенфурті-ам-Вертерзе.
У 2006 році Станішич презентував свій дебютний роман «Як солдат ремонтує грамофон». У напівавтобіографічному оповіданні, яке вкотре описує війну в Боснії і Герцеговині, автор зображує молодого боснійця Олександра з Вишеграда, який тікає до Німеччини з батьками і одночасно, будучи на новій батьківщині, повертається у світ історій та спогадів. Для проведення досліджень Станішич отримав стипендію Фонду ім. Роберта Боша. Перший роман Станішича здобув прихильність критиків і був перекладений тридцятьмома мовами. Книга була фіналісткою Німецької книжкової премії 2006 року, а у 2007 році була удостоєна Літературної премії м. Бремен. Крім того, у рік публікації книга «Як солдат ремонтує грамофон» була адаптована як радіоп'єса Баварським радіо та була номінована на Німецьку премію радіоп'єс у 2007 році. 
У 2008 році Станішич був удостоєний Премії ім. Адельберта фон Шаміссо, стипендії ім. Лідії Ейманн і Літературної премії ім. Гайміто фон Додерера.
У 2013 році письменник отримав четверту міську стипендію «Feuergriffel» для письменників з дитячої та підліткової літератури м. Мангайм. У тому ж році він отримав премію ім. Альфреда Дебліна за рукопис роману «Анна» та Літературну премію м. Гогенемс за роман «Пані Кранц малює картину звідси».

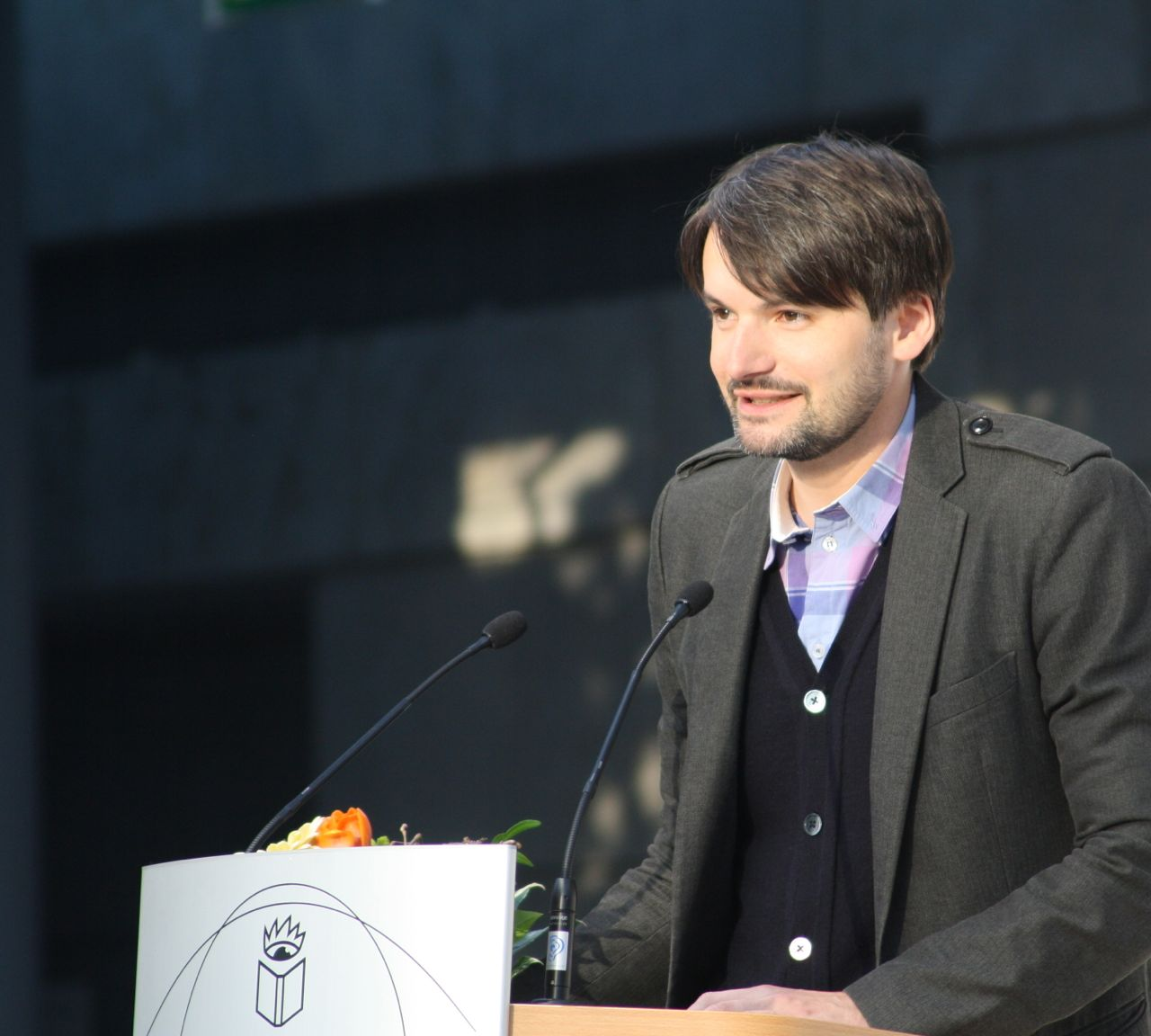
Подячна промова Саші Станішича на врученні премії Лейпцизького книжкового ярмарку (2014)

У 2014 році Станішич був відзначений премією Лейпцизького книжкового ярмарку (Категорія: Белетристика) за свій другий роман «Перед святом». Того ж року він був номінований на Німецьку книжкову премію (довгий список). У 2016 році він отримав Літературну премію Райнгау за збірку оповідань «Мисливець, що розставляє капкани», а у 2017 році — Літературну премію ім. Шубарта.
З 2015 року Саша Станішич є членом Вільної академії мистецтв у Гамбурзі, також членом «ПЕН-клубу» Німеччини.
У 2019 році Станішич отримав місце доцента з поезії в Університеті прикладних наук RheinMain та Вісбадена. Того ж року він знову потрапив до короткого списку Німецької книжкової премії з своїм автобіографічним романом «Походження», який також потрапив до списку бестселерів. 
14 жовтня 2019 року Саша Станішич отримав «Німецьку книжкову премію» за книгу «Походження».

## Твори

### Романи, оповідання
- 2006: Як солдат ремонтує грамофон
- 2014: Перед святом
- 2016: Мисливець, що розставляє капкани
- 2019: Походження

### Радіоп'єси
- 2005: Мрій! Мрія, травма
- 2006: Як солдат ремонтує грамофон
- 2015: Перед святом
- 2017: Ґеорґ Горват не в гуморі